# Eliminalia
Еліміналія (ребрендинг 'Idata Protection' у січні 2023) — іспанська компанія, що спеціалізується на репутації в Інтернеті. Компанія була заснована у 2011 році Дієго Санчесом, відомим як Дідак Санчес. Компанію придбав «Майдан» холдинг. Технічні офіси знаходяться в Києві, а адміністративні — у Барселоні.
Про Eliminalia стало відомо у 2016 році завдяки своєму вільному внеску у видалення витоку даних в Інтернеті тисяч користувачів, яких зламала група під назвою «Impact Team», яка поділилася особистою інформацією майже 40 мільйонів користувачів Ешлі Медісон: імена, номера телефонів, електронні адреси, географічні положення та сексуальні уподобання. 
У 2020 році вона отримала нагороду Technology Innovator Awards 2020 від сайту Corporate Vision та Cyber Security Company of the Year від платформи Corporate LiveWire.
У 2021 році Qurium, неурядова організація, що займається захистом цифрових прав, звинуватила Eliminalia у створенні мережі фейкових вебсайтів зі статтями заднім числом, а потім розсилає їм сповіщення про видалення згідно з DMCA та скарги GDPR. Вони мали на меті видалити статті, що стосуються корупції в Анголі щодо Ізабел душ Сантуш та Вінсента Мікле.

## Витік внутрішніх документів
У 2023 році після витоку приблизно 50 000 внутрішніх документів у французьку некомерційну організацію Forbidden Stories компанію звинуватили у використанні «тактики чорного капелюха», щоб допомогти клієнтам у 50 країнах, зокрема катувальникам, засудженим злочинцям, корумпованим політикам, шахраям і компаніям-шпигунам стерти дані. своє минуле з Інтернету. Eliminalia нібито використовує низку підступних тактик, щоб придушити критику своїх клієнтів, від залякування журналістів до розповсюдження фейкових новин на таких веб-сайтах, як Taiwan Times, Mayday Washington, CNN News Today і London Uncensored – усі вони пов’язані з Maidan Holdings (материнська компанія Eliminalia).
Використовуючи фальсифіковані повідомлення про порушення авторських прав, компанія маніпулює законами про «право на забуття», спрямованими на захист людей від шкідливих матеріалів в Інтернеті, надсилаючи журналістам і видавцям небажаних статей електронні листи, які виглядають як від Європейської комісії. Двоє клієнтів Eliminalia є засудженими наркоторговцями; серед інших клієнтів були чиновники Венесуели, Малхас Тетруашвілі (засуджений за відмивання грошей босу грузинської мафії Таріелу Оніані у 2019), Хосе Местре (засуджений за торгівлю кокаїном у 2010 році), колишні службовці банку Banca Privada d'Andorra, а також «шахраї, компанії, що займаються шпигунським програмним забезпеченням, мучителі, засуджені злочинці, корумповані політики та інші в глобальному злочинному світі». Одного висунули звинувачення у відмиванні грошей для організації проституції. Інший продав американське обладнання уряду Сирії. Ще трьох звинувачують у допомозі здійснити шахрайство з криптовалютою, яке вкрало мільярди доларів у інвесторів.
Станом на січень 2023 Eliminalia змінила назву на 'Idata Protection'.